# Mo kyrka, Ångermanland
Mo kyrka är en kyrkobyggnad i Mo socken, Örnsköldsvik kommun. Den är församlingskyrka i Mo församling, Härnösands stift. Kyrkan ligger på en höjd ovanför Moälven. I dess närhet ligger församlingshemmet.

## Kyrkobyggnaden
Nuvarande träkyrka uppfördes åren 1824–1826 efter ritningar av arkitekt Simon Geting. 1830 tillkom kyrktornet och hela kyrkan kläddes med träpanel. Kyrkan har en stomme av liggtimmer och består av långhus med kor och en lägre sakristia i öster samt kyrktorn i väster. Huvudingången finns i tornet. Ytterligare ingångar finns på norra och södra långsidan. Sakristian har en egen ingång som togs upp 1965. Orgeln byggdes 1997 av Johannes Menzels Orgelbyggeri AB.
| Man I. Huvudverk C-g3 | Man II. Svällverk C-g3 | Pedal C-f1 | Koppel  |
| --------------------- | ---------------------- | ---------- | ------- |
| Principal 8           | Rörflöjt 8             | Subbas 16  | II/I    |
| Borduna 8             | Salicional 8           | Gedackt 8  | II/P    |
| Fl. harm. 8           | Voix céleste 8         | Fagott 16  | I/P     |
| Oktava 4              | Principal 4            |            | II 4'/P |
| Flöjt 4               | Ekoflöjt 4             |            |         |
| Oktava 2              | Kvinta 2 2/3           |            |         |
| Mixtur III            | Piccolo 2              |            |         |
| Trumpet 8             | Oboe 8                 |            |         |
|                       | Tremulant              |            |         |